# Vitalina Varela
Vitalina Varela (* 1966 in Kap Verde) ist eine kap-verdisch-portugiesische Schauspielerin.

## Leben
Varela wurde auf den Kapverdischen Inseln geboren, wo sie in den 1980er Jahren heiratete. Aus der Ehe gingen zwei Kinder hervor. Ihr Mann emigrierte auf der Suche nach einer Verbesserung ihrer wirtschaftlichen Situation nach Portugal. Er versprach ihr, sie von dort aus finanziell zu unterstützen oder sie nach Portugal nachzuholen.
Nachdem ihr Mann lange Jahre nichts mehr von sich hören ließ, reiste Vitalina selbst nach Lissabon und erfuhr, dass er verstorben war. Seither lebte sie im prekären Fontaínhas-Viertel (in Venda Nova im Großraum Lissabon, später abgerissen), wo viele Kapverdier lebten.
Sie spielte Theater in Laientheatergruppen, bis der Regisseur Pedro Costa sie kennenlernte und ihr 2014 eine Rolle in seinem Film Horse Money gab. Beeindruckt von ihrer Ausstrahlung und ihrer Lebensgeschichte beschloss Costa, seinen nächsten Film über sie zu drehen. Vitalina Varela schrieb daraufhin das Drehbuch und übernahm die Hauptrolle im nach ihr benannten Film Vitalina Varela. 2019 erschien der Film und gewann einige Preise, insbesondere für die schauspielerische Leistung Varelas. So wurde sie als beste Schauspielerin bzw. für die beste Hauptrolle ausgezeichnet u. a. beim Locarno Film Festival 2019 und bei den Caminhos do Cinema Português 2019, für die portugiesischen Globos de Ouro 2021 war sie als beste Schauspielerin nominiert.

## Filmografie
- 2014: Horse Money (Cavalo Dinheiro)
- 2019: Vitalina Varela (auch Drehbuch)